# Neophyllomyza leanderi
Neophyllomyza leanderi är en tvåvingeart som först beskrevs av Friedrich Georg Hendel 1924.  Neophyllomyza leanderi ingår i släktet Neophyllomyza och familjen sprickflugor. Inga underarter finns listade i Catalogue of Life.